# Cantalpino
Cantalpino là một đô thị ở tỉnh Salamanca, phía tây Tây Ban Nha, cộng đồng tự trị Castile-Leon. Đô thị này có cự ly 30 kilômét so với thành phố Salamanca với dân số năm 2008 là 1037 người. Đô thị này có diện tích 78,47 km².
Đô thị Cantalpino nằm trên khu vực có độ cao 809 mét trên mực nước biển.
Mã số bưu chính là 37405.
==Tham khảo==